# Stelele binare în ficțiune
Numeroase opere științifico-fantastice au explorat posibilitățile oferite de stelele binare sau multiplele sisteme stelare.

## Stele binare și multiple
O stea binară este un sistem solar constând din două stele aflate pe orbită în jurul centrului comun de masă. Steaua mai strălucitoare este denumită stea primară iar cea de-a doua stea secundară sau stea companion. Cercetările realizate începând cu secolul al XIX-lea sugerează că multe stele fac parte din asemenea sisteme binare sau multiple. Termenul stea dublă se poate folosi sinonim cu cel de stea binară, dar în general, o stea dublă poate fi fie o binară fie o stea optic dublă, două stele fără legătură fizică, dar care de pe Pământ par a fi apropiate. O stea dublă poate fi identificată drept optic dublă în cazul în care componentele sale au mișcări proprii sau viteze radiale suficient de diferite, sau dacă măsurătorile de paralaxă arată că cele două componente sunt la distanțe diferite de Pământ. Majoritatea stelelor duble cunoscute nu au fost identificate nici ca stele binare, nici ca stele optic duble.
Sistemele binare sunt foarte importante în astrofizică deoarece calculul orbitelor lor permite determinarea directă a maselor stelelor componente, care la rândul său permite estimarea altor parametri stelari, cum ar fi raza și densitatea.  Aceasta determină și o relație empirică masă-luminozitate din care pot fi estimate masele stelelor individuale.

## Stelele binare reale
| (3) 36 Ophiuchi (3) 40 Eridani (2) 61 Cygni (2) 70 Ophiuchi (3) 94 Aquarii (2) Algol (3) Alkalurops (2) Almach (3) Alnitak (3) Alpha Centauri (2) Alpha Serpentis | (3) Beta Aurigae (2) Beta Lyrae (4) Capella (2) Chi Draconis (2) Delta Sagittarii (2) Eta Cassiopeiae (2) Groombridge 34 (2) Izar (2) Kruger 60 (3) Lambda Scorpii | (2) Markab (4) Mintaka (2) Mira (6) Mizar and Alcor (2) Mu Cassiopeiae (2) Omicron Persei (2) p Eridani (5) Polaris (2) Procyon (4) Regulus | (2) Rukbat (2) Sadalsuud (2) Sirius (2) Spica (2) Tau Cygni (2) Theta Ursae Majoris (2) Thuban (2) UV Ceti (2) Zeta Aquilae (2) Zeta Reticuli |

## Literatură
Scriitorul Jack Vance a construit un univers care, acum 60 de ani, a oferit un model pentru scrierile romantice planetare și care a fost utilizat de către importanți creatori de ficțiune speculativă de atunci. El este în continuare notabil printre autorii de science-fiction pentru folosirea frecventă a sistemelor de stele binare și multiple în povestirile sale: Lumile create de el se rotesc în jurul unor sori multipli.    Lucrările sale cele mai ambițioase în acest sens sunt trilogia Durdane și Marune: Alastor 933,  fiecare dintre ele fiind tratată în detaliu mai jos. Numeroasele sale teme mai puțin substanțial exploarate sunt descrise pe scurt aici:
- "The Unspeakable McInch" (1948). Sistem binar: Sclerotto; soarele roșu, soarele albastru. Magnus Ridolph urmărește un geniu criminal enigmatic.
- "To B or Not to C or to D" (1950). Sistem triplu: Jexieka; gigantică roșie Rouge, steaua asemănătoare soarelui Blanche, însoțitorul întunecat Noir. Magnus Ridolph investighează cazul misterios al unor lucrători agricoli dispăruți.
- "The Devil on Salvation Bluff" (1955). Sistem cvadruplu, sălbatic și haotic: Glory; Red Robundus, mica stea galben-verde Urban, pitica argintie Maude, ochiul verde al pisicii Faro. Coloniști crispați încearcă să se acomodeze cu fluxul caleidoscopic de episoade aleatorii de lumină și întuneric.
- "The Gift of Gab" (1955). Sistem binar: Sabria; dull red giant Geideon, blue-green Atreus. The superintendent of a pelagic mining operation abruptly disappears.
- The Star King (1964). Sistem binar: red dwarf star, habitable dead star. Kirth Gersen seeks out a criminal’s secret hideaway on a dead star.
- The Green Pearl (1985). Sistem binar: Tanjecterly; green sun, lemon-yellow sun. Aillas searches for princess Glyneth, abducted to the world Tanjecterly.
- "The Stark" (outline for an unpublished work). Sistem binar: uninhabitable planets; red and blue binary.  A star ark bearing the remnants of humanity ranges the galaxy seeking a home.

- "Nightfall" (1941) povestire scrisă de Isaac Asimov (probabil cel mai cunoscută povestire SF din SUA din toate timpurile),[10] publicată în Astounding Science Fiction și transformată în romanul Nightfall cu Robert Silverberg în 1990. Planeta Lagash (Kalgash în roman) se află într-un sistem sextuplu stelar, cu șase sori - galbenul Onos, pitica roșie Dovim, stelele albe Trey și Patru și albastrele Tano și Sitha[note 1] — combinate pentru a oferi lumina zilei eterne, o dată la 2049 de ani având loc o eclipsă care aruncă planeta într-o perioadă de întuneric prelungită (comparați cu Marune: Alastor 933 de Jack Vance și cu filmul Pitch Black cu Vin Diesel, de mai jos). Scientists, foreseeing the hiatus, prepare their countrymen to endure a lightless season, but when night does fall the populace is driven mad by the unimagined sight of the myriad stars, and civilization collapses in chaos: ... [he] turned his eyes toward the bloodcurdling blackness of the sky. / Through it shone the Stars! / There were thousands of them, blazing with incredible power ... a dazzling shield of terrifying light that filled the entire heavens / Their icy monstrous light was like a million great gongs going off at once.[11] The Kalgash system is of type A-BC—D-EF: Kalgash's primary Onos orbits in binary with the close pair Trey and Patru, and this triplet orbits in binary at a higher hierarchical level with the remaining triplet comprising Dovim and Tano-Sitha.
- Solaris (1961), Polish language novel by Stanisław Lem, translated into French, then English in 1970.[note 2] Earth scientists seeking to understand a nonhuman intelligence that is manifested by the world ocean of the planet Solaris achieve few insights, while the alien consciousness toys with their psyches with discomfiting results. The sentient sea flexes and ripples under the inconstant light of a pair of suns: In the warm glow of the red sun, mists overhung a black ocean with blood-red reflections, and waves, clouds, and sky were almost constantly veiled in a crimson haze. Now, the blue sun pierced the [scientists' observatory] with a crystalline light.[12] Like much of Lem's work in his "golden" period from 1956–1968, this work uses the mystery of a strange locality — in this case a watery planet heaving under the strange light of a red-blue binary system — to educate its protagonists into understanding the strengths and limitations of humanity.[13]
- 2001: A Space Odyssey (1968), novelization by Arthur C. Clarke of his script for the motion picture. In this well-known tale, a crystalline monolith sent by an alien race precipitates the dawning of intelligence among a group of hominid ancestors of human beings. Millions of years later, Dr. David Bowman finds himself on a mission to the Saturn system (along with the dicey computer HAL), where he discovers a much larger monolith that serves him as a star gate (it's full of stars!); it conducts him to the vicinity of a huge red giant no hotter than a glowing coal. Here and there, set into the somber red, were rivers of bright yellow — incandescent Amazons ... a second semidetached star, a mere point of blue-white radiance ... was moving at unbelievable speed across the face of the great sun ... immediately below it, drawn upwards by its gravitational pull, was a column of flame thousands of miles high ...[14] In this immense setting an advanced alien technology transforms him into a new immortal entity, a Star Child, that can live and travel in space: In an empty room, floating amid the fires of a double star twenty thousand light-years from Earth, a baby opened its eyes and began to cry.[15] This image, in both the novel and the screenplay for the film, shows an unhappy mankind crying out for a lost father ... the closest thing science fiction has yet produced to [expressing] the longing for God.[16]